# Hassan Yebda
Hassan Yebda, född 14 maj 1984 i Saint-Maurice, Frankrike, är en franskfödd algerisk fotbollsspelare som sedan juli 2016 spelar för CF Os Belenenses i Portugal. Han spelar också för Algeriets fotbollslandslag.